# Raciszewo
Raciszewo (niem. Reichenthal) – wieś w Polsce położona w województwie warmińsko-mazurskim, w powiecie ostródzkim, w gminie Miłakowo.
W latach 1975–1998 miejscowość administracyjnie należała do województwa olsztyńskiego. Miejscowość leży w historycznym regionie Prus Górnych.
Wieś wzmiankowana w dokumentach z roku 1323, jako wieś czynszowa na 30 włókach, pod nazwą Rychental. W roku 1782 we wsi odnotowano 19 domów (dymów), natomiast w 1858 w 34 gospodarstwach domowych było 238 mieszkańców. W latach 1937–39 było 269 mieszkańców. W roku 1973 wieś należała do powiatu morąskiego, gmina i poczta Miłakowo.